# Caproni Vizzola Calif
Caproni Vizzola Calif byla rodina sportovních kluzáků vyráběných v Itálii v 70. a 80. letech 20. století. Měly klasickou konfiguraci s ocasními plochami ve tvaru T, a typická křídla se střední částí o konstantní hloubce a lichoběžníkovými vnějšími částmi. Konstrukce přední části trupu byla tvořena sklolaminátovým potahem na kostře z lehké slitiny, zatímco zadní část trupu, křídlo a ocasní plochy měly potah kovový. Nejvýznamnějším příslušníkem této rodiny, a jediným vyráběným ve větších počtech (počátkem 80. let okolo 150 kusů), byla dvoumístná varianta A-21S se sedadly osádky vedle sebe. Ta v určitý okamžik držela čtyři světové rekordy v kategorii dvoumístných větroňů současně, včetně ženského rychlostního rekordu na uzavřeném okruhu, získaného v srpnu 1974 osádkou ve složení Adele Arsiová a Franca Bellengeriová, a rekordu v doletu v hodnotě 970,4 km získaného v roce 1975 v Austrálii osádkou Ingo Renner-Hilmer Geissler.

## Varianty
A-10
Postaven jeden kus.
A-12
Postaveny dva kusy.
A-14
Postaven jeden kus.
A-15
Postaven jeden kus.
A-20
A-20S
Dvoumístná verze A-20.
A-21
Dvoumístná verze A-14.
A-21S
Zdokonalená dvoumístná verze A-21.
A-21SJ
Motorizovaná verze poháněná proudovým motorem o tahu 0,16 anebo 0,20 kN a jako jediná vybavená rozštěpnými vztlakovými klapkami, plnícími také roli brzdných štítů, na odtokové hraně křídla. Tato varianta byla také importována do USA společností AVIA America Corporation.

## Specifikace

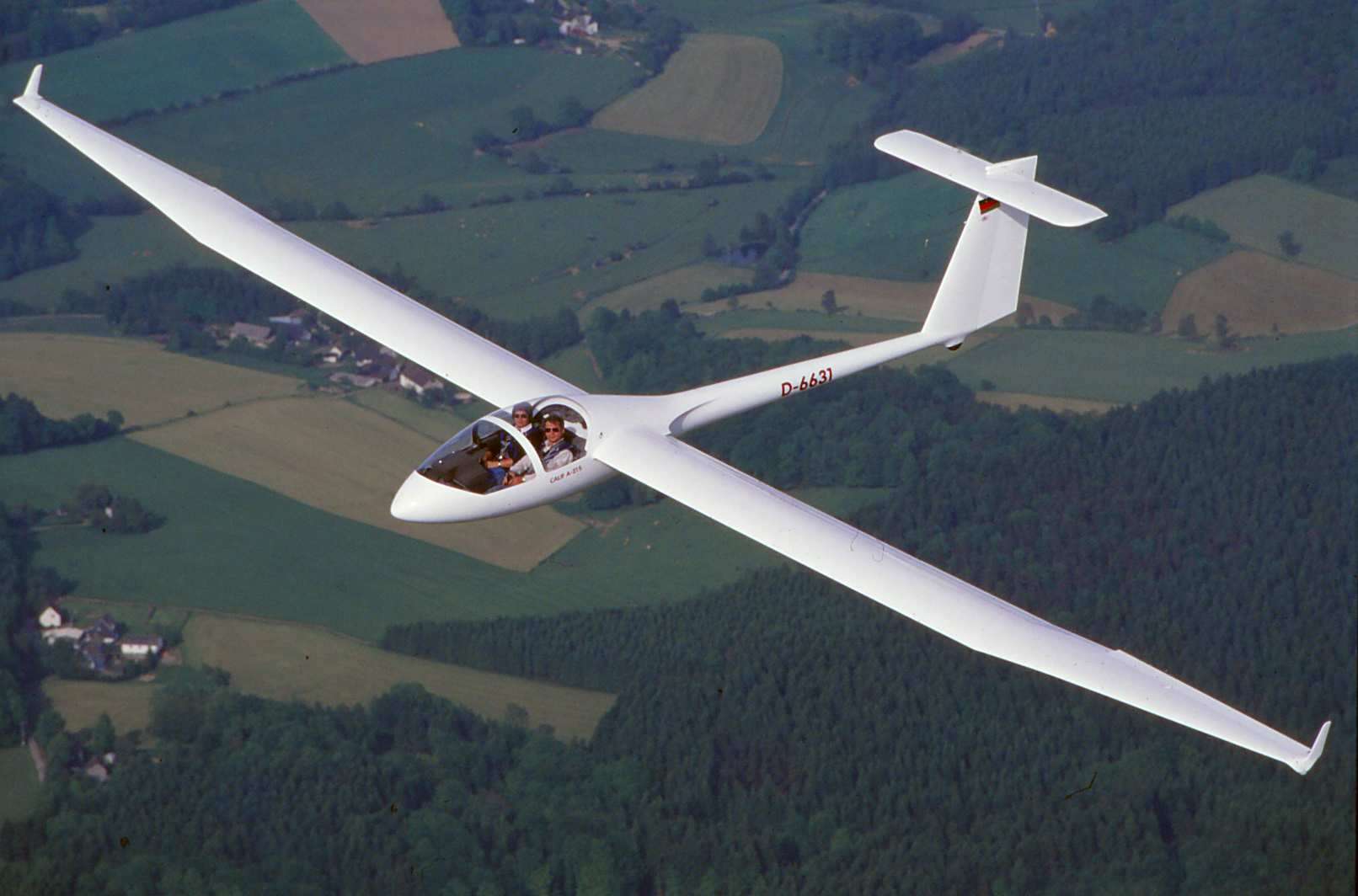
Caproni Calif A-21S

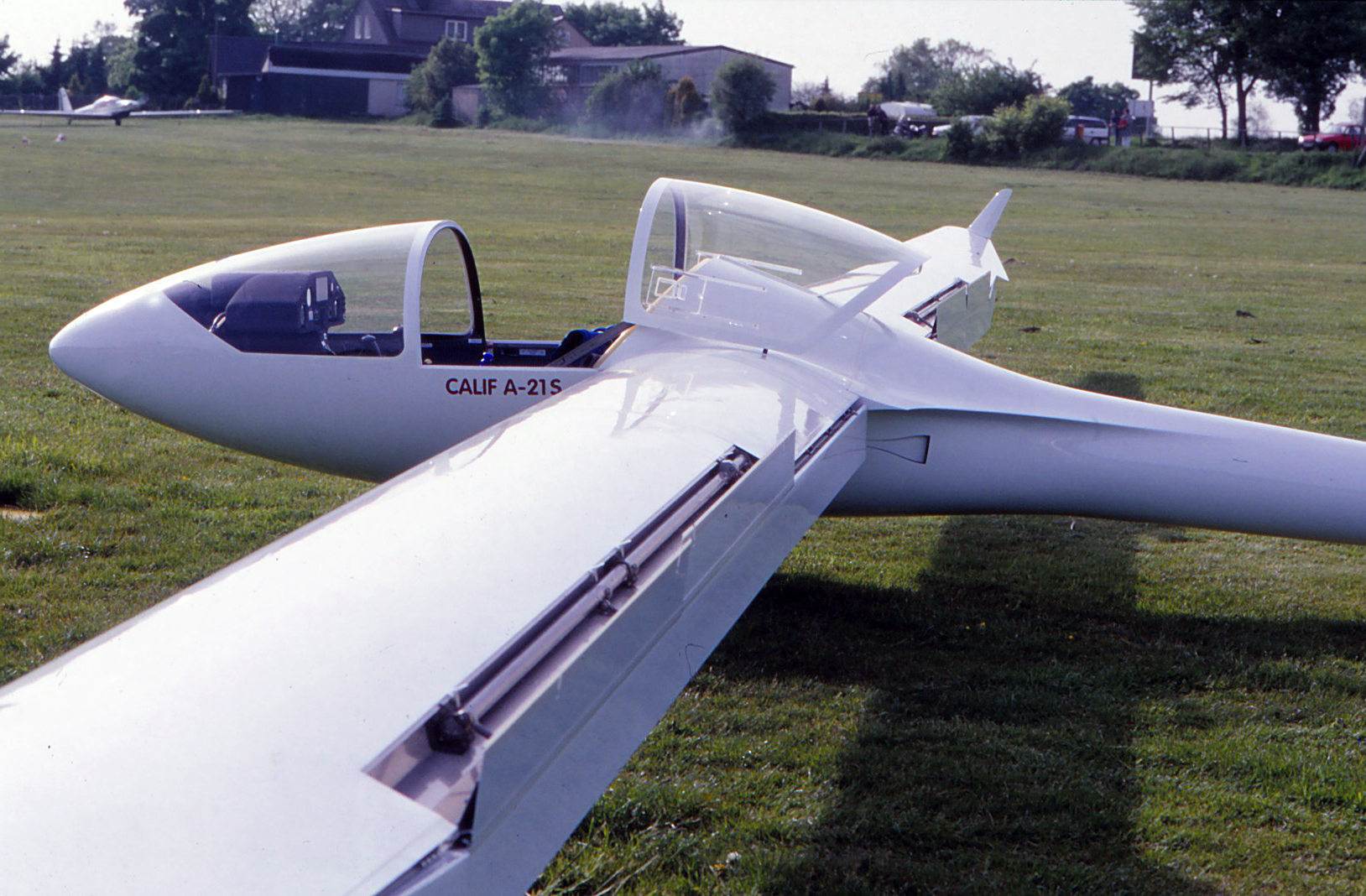
Caproni Calif A-21S

Údaje podle a

### Technické údaje
- Osádka: 1 (pilot)
- Kapacita: 1 cestující
- Délka: 7,84 m
- Rozpětí: 20,63 m
- Nosná plocha: 16,19 m²
- Výška: 1,61 m
- Štíhlost křídla: 25,6
- Profil křídla:
- Prázdná hmotnost: 445 kg FX 67K170
- Maximální vzletová hmotnost: 644 kg

### Výkony
- Maximální rychlost: 255 km/h
- Klouzavost: 43:1
- Minimální opadání: 0,62 m/s